# Гонсалес Соберон, Альваро
А́льваро Гонса́лес Соберо́н (исп. Álvaro González Soberón; 8 января 1990, Потес, Кантабрия), более известный как Альваро — испанский футболист, центральный защитник клуба «Тенерифе». Победитель чемпионата Европы по футболу среди молодёжных команд 2013.

## Карьера

### «Расинг Сантандер»
Выходец из футбольной академии сантандерского «Расинга», Альваро совершил профессиональный дебют в сезоне 2009/2010, сыграв 23 игры за дубль в Сегунде Б. В том сезоне команда заняла 17 место в своей группе и перешла в низший дивизион. За первую команду совершил дебют 1 мая 2011 года, проведя 82 минуты на поле. Матч закончился победой над «Мальоркой» со счетом 2:0.
Из-за травм других защитников Альваро начал сезон 2011/12 в стартовом составе. В скором времени футболист подписал свой первый профессиональный контракт с «Расингом». За сезон он провел 34 мяча и забил гол, однако клуб вылетел в Сегунду.

### «Реал Сарагоса»
12 июля Альваро подписал контракт с «Сарагосой» до 2016 года. В первом сезоне был игроком стартового состава, но после вылета клубу в Сегунду потерял место в составе клуба. 10 ноября 2012 года, в победном матче против «Депортиво Ла-Корунья», забил свой первый гол за клуб.

### «Эспаньол» и «Вильярреал»
28 июля 2014 года подписал пятилетний контракт с «Эспаньолом». В сезоне 2016/2017 был четвёртым капитаном после Хави Лопеса, Виктор Санчес и Виктора Альвареса. 31 августа 2016 года стал игроком «Вильярреала».
15 сентября 2016 года в матче группового этапа Лиги Европы УЕФА против швейцарского «Цюриха» дебютировал за новый клуб.

### «Олимпик Марсель»
19 июля 2019 года Гонсалес был арендован до конца сезона французским клубом «Олимпик Марсель» с обязательным правом выкупа летом 2020 года. 13 сентября 2020 года в «ле Классико» между «Пари-Сан-Жермен» и «Олимпик Марсель» испанский футболист стал участником массовой драки на поле, в результате которой пять игроков было удалено с поля. После матча нападающий «Пари-Сан-Жермен» Неймар заявил, что инцидент начался из-за расистских высказываний Гонсалеса.
17 февраля 2021 года в матче против «Ниццы» испанец забил свой первый гол за «Олимпик». В марте 2022 года, после заявления главного тренера Хорхе Сампаоли о том, что Гонсалес не входит в его планы, защитник покинул расположение клуба после перерыва на матчи сборных.
1 августа 2022 года расторг контракт с «Олимпик Марсель».

## Международная карьера
12 июня 2013 года провёл свой первый матч за сборную Испании по футболу (до 21 года) против сборной Нидерландов по футболу (до 21 года) на групповой стадии чемпионата Европы по футболу 2013 и стал победителем турнира.

## Достижения
Сборная Испании по футболу (до 21 года)
- Чемпионат Европы по футболу среди молодёжных команд: 2013[21]